# پیر نیگز
پیر نیگز (انگلیسی: Pierre Nijs; ۴ ژانویهٔ ۱۸۹۰ – ۱ ژانویهٔ ۱۹۳۹) شناگر، و بازیکن واترپلو اهل بلژیک بود.